# Estación Portales (Transmetro Guatemala)
La Estación Portales es una estación de la línea 18 del servicio de transporte público Transmetro que opera en la zona 18 de la ciudad de Guatemala. Está ubicada en el km. 4.5 carretera al atlántico frente al centro comercial Portales (de allí el nombre). Fue inaugurado el 7 de marzo de 2022 por el alcalde Ricardo Quiñonez.